# Косари (Черкасская область)
Коса́ри (укр. Косарі) — село в Каменском районе Черкасской области Украины.

## История
Селение Киевской губернии Российской империи. Здесь был построен Косарский спиртовой завод.
В ходе Великой Отечественной войны в 1941—1943 годы селение находилось под немецкой оккупацией.
Население по переписи 2001 года составляло 2243 человека.

## Местный совет
20813, Черкасская обл., Каменский р-н, с. Косари, ул. Победы, 5

## Галерея

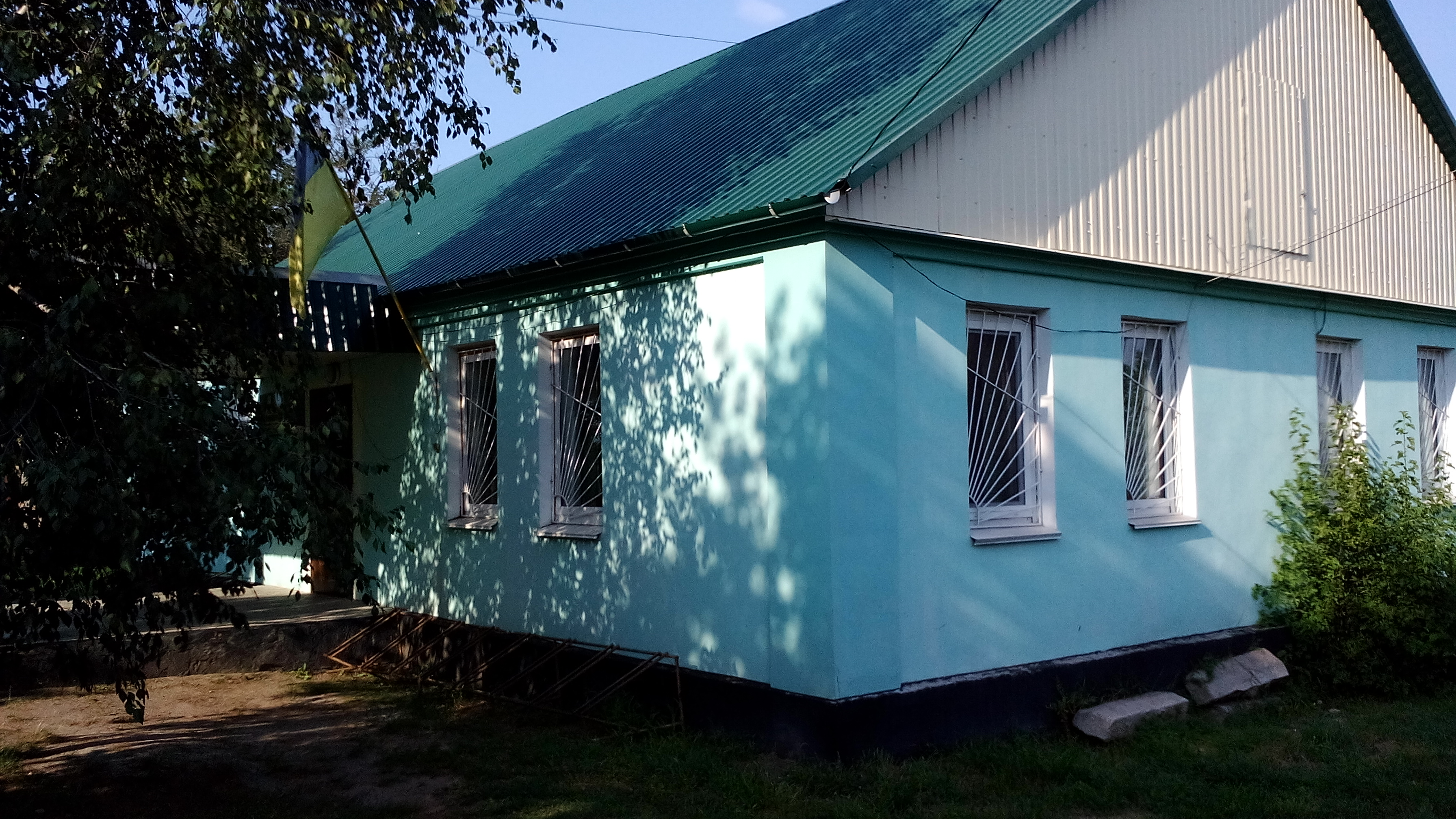
Сельсовет, с. Косари
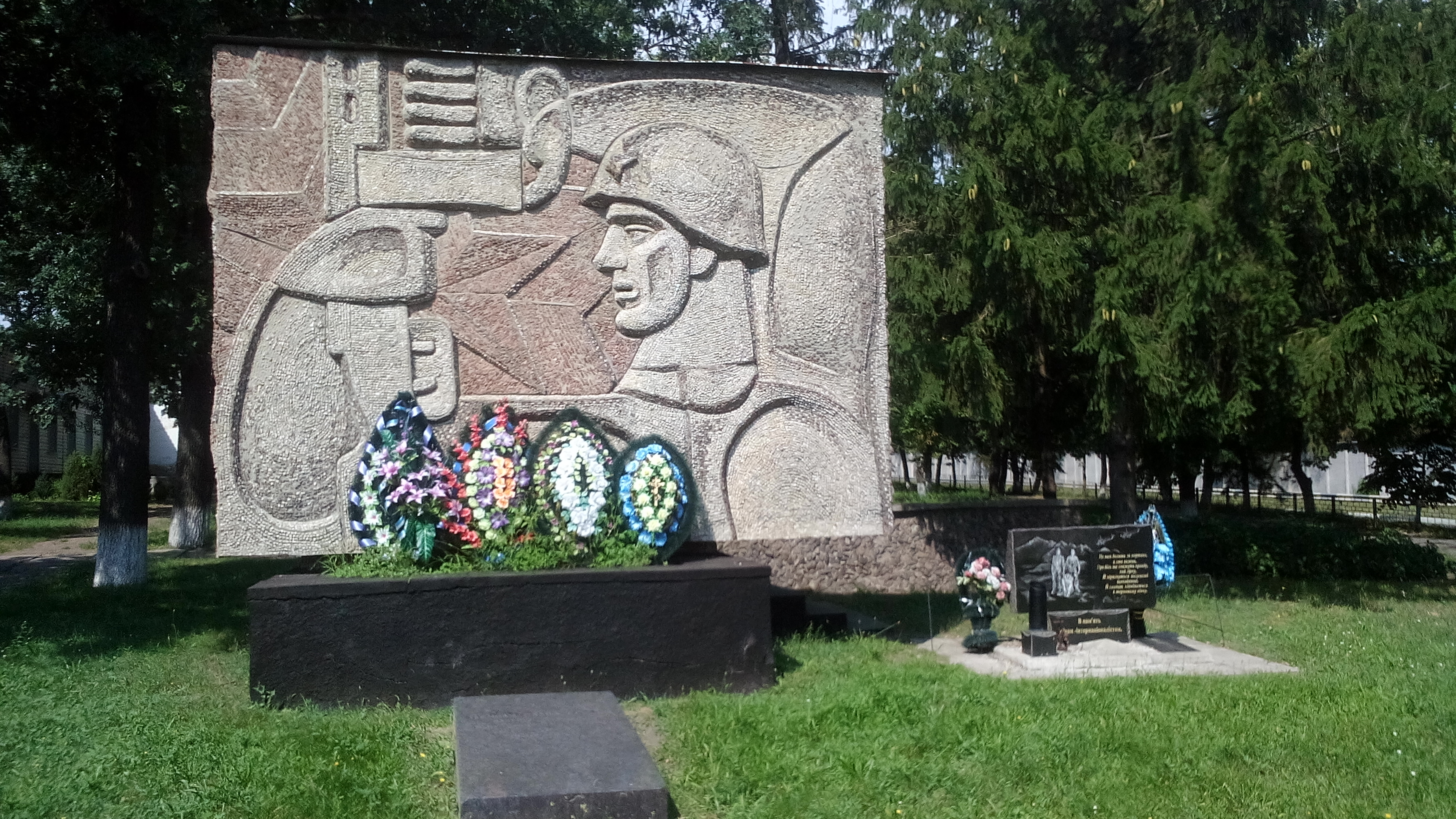
Памятник воинам-односельчанам, погибшим в ВОВ и в Афганистане
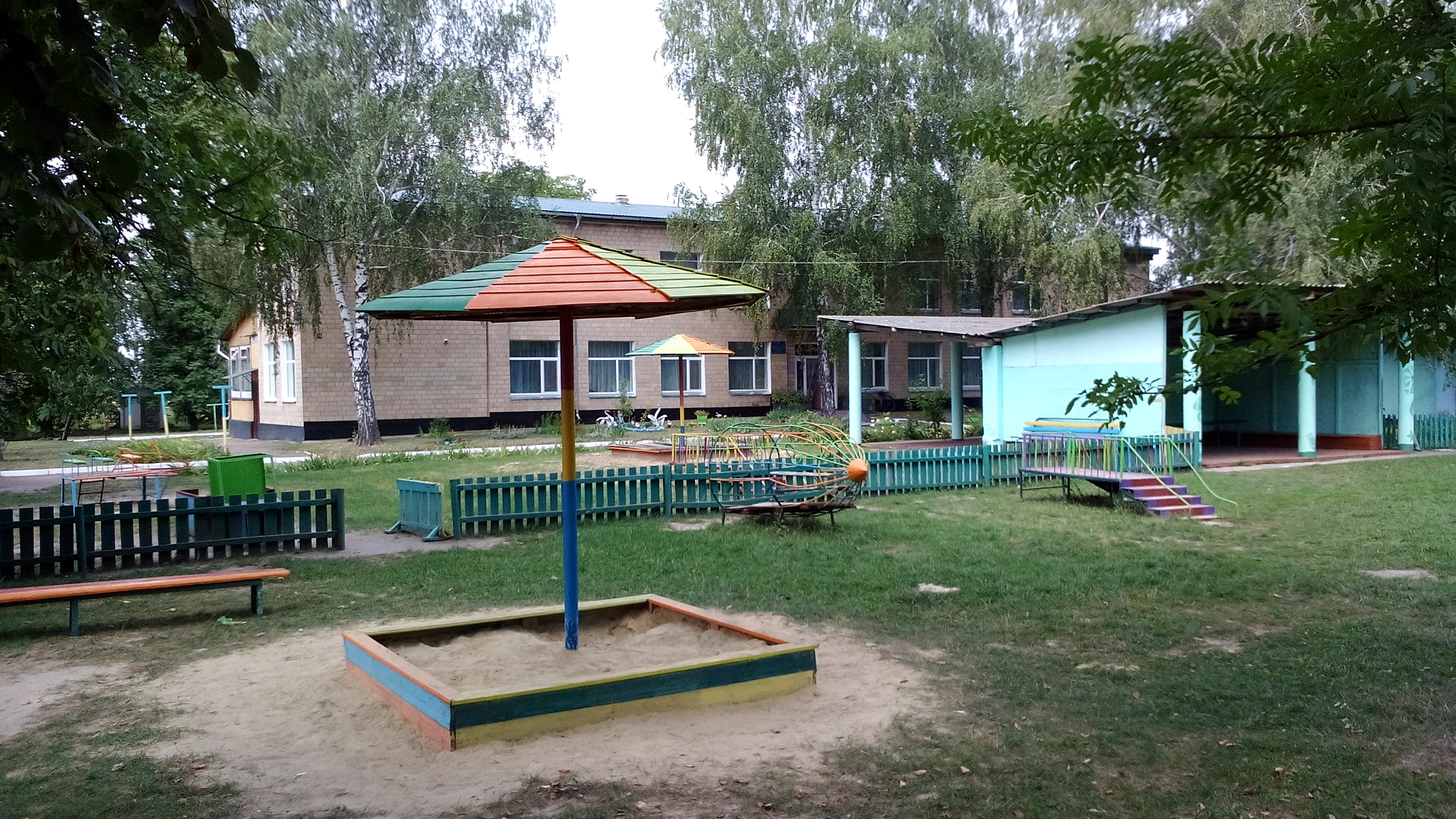
Детский сад
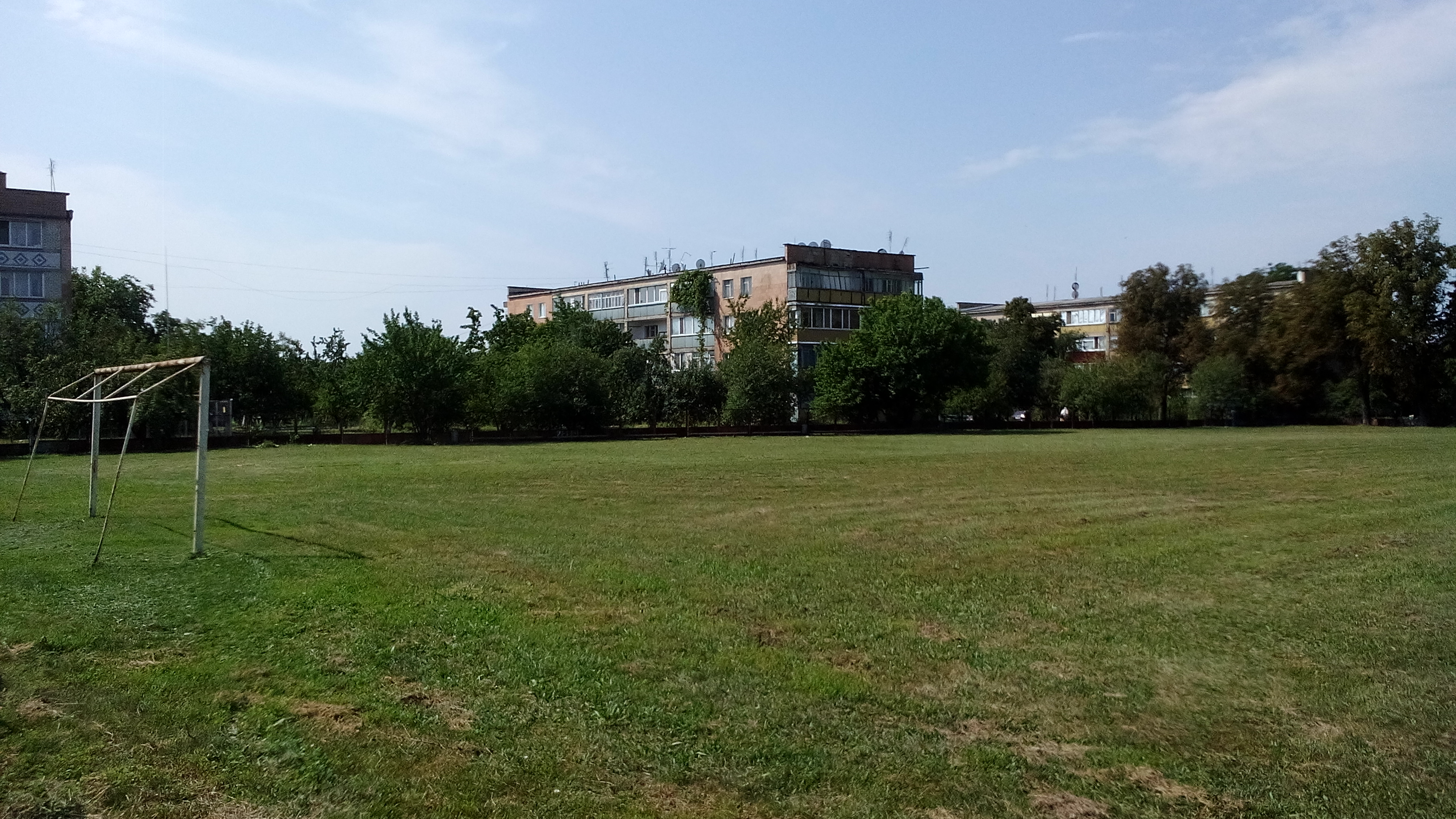
Футбольный стадион
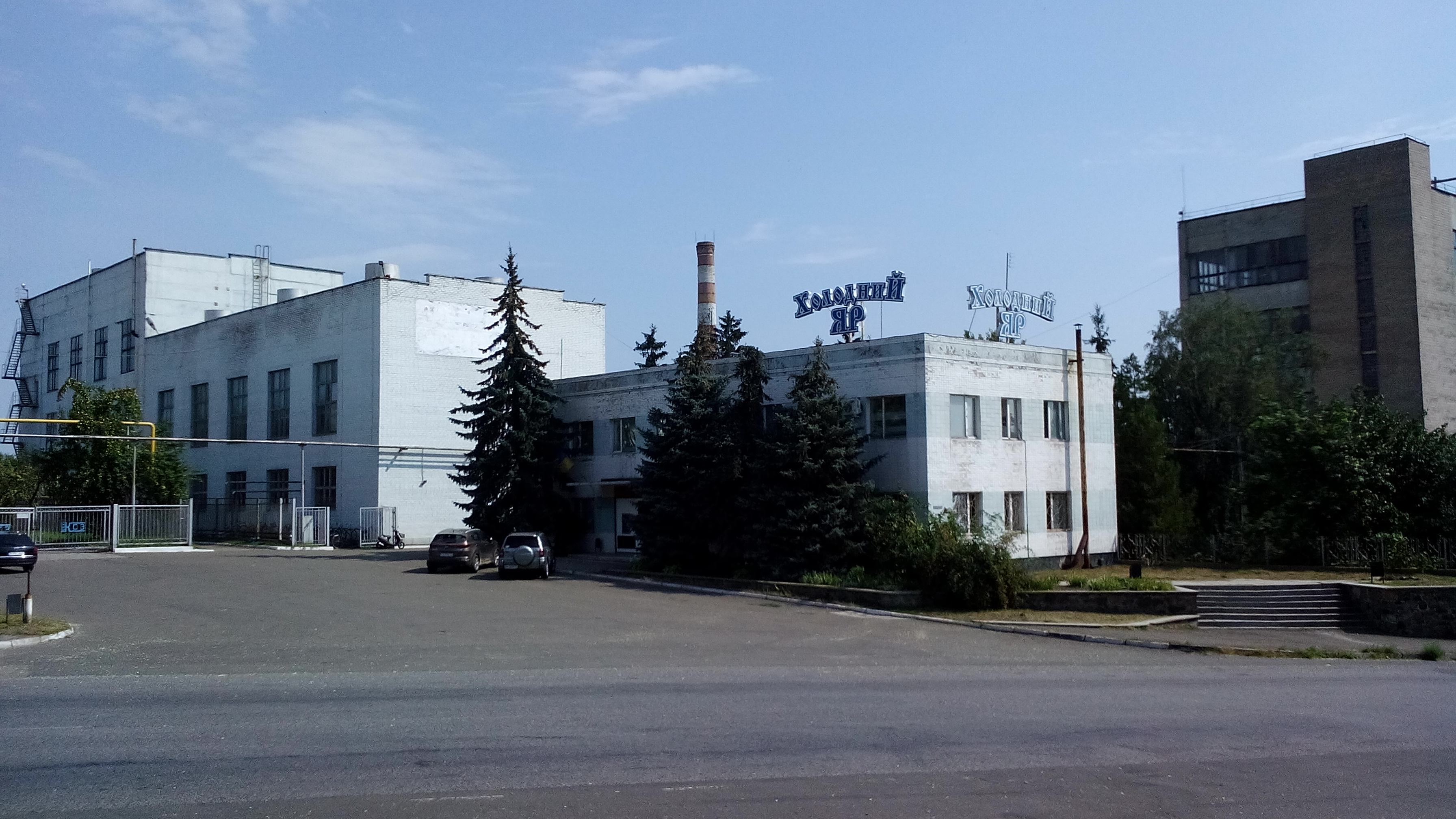
Спиртзавод "Холодный Яр"
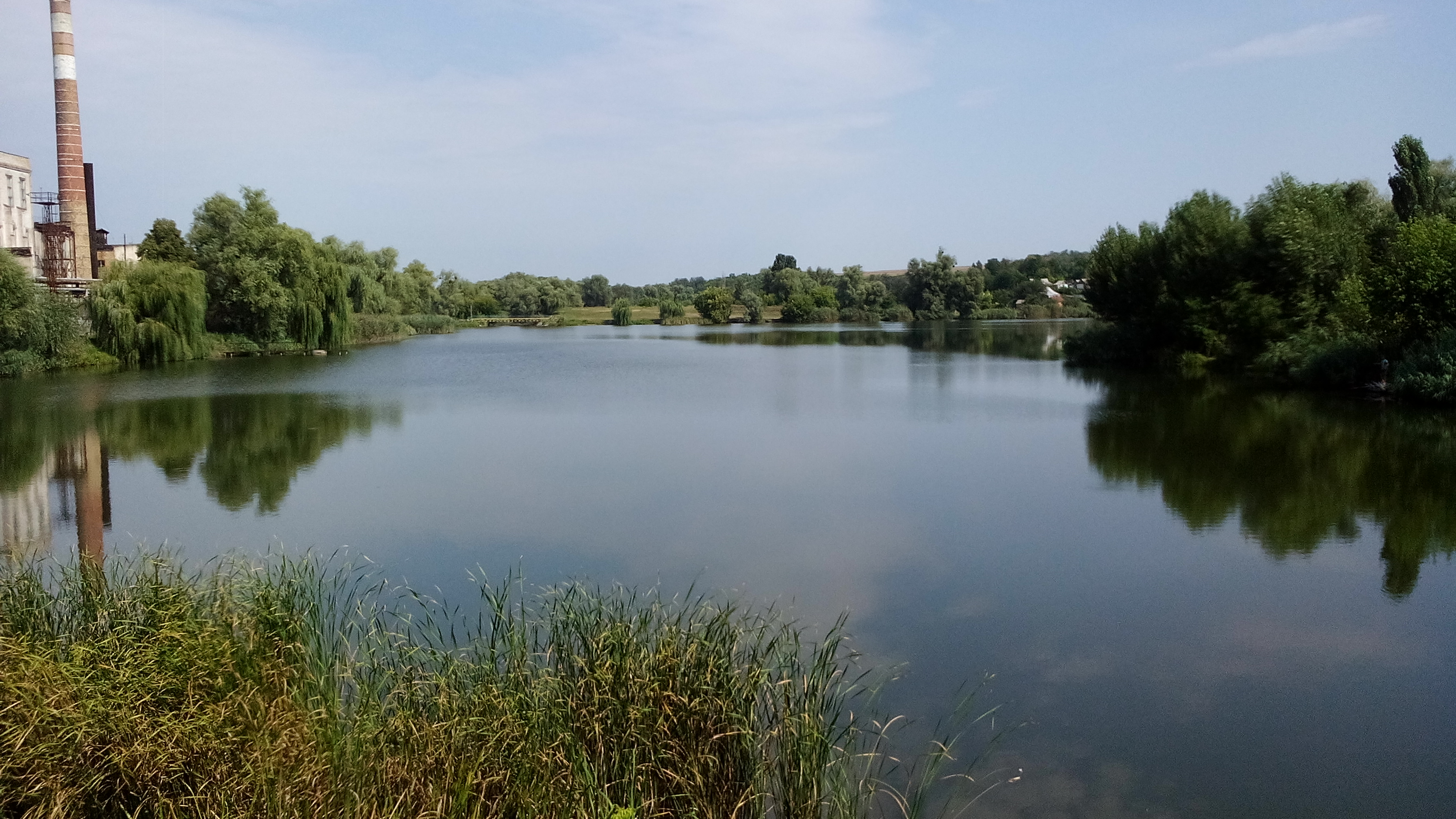
Заводской пруд